# Río Bandama
El río Bandama es un largo río africano que recorre el centro de Costa de Marfil hasta desembocar en el golfo de Guinea. Se forma por la confluencia de dos largos ríos: el Bandama Blanco y el Bandama Rojo (de 550 km, y cuyo curso superior es conocido como Marahoué), siendo el Bandama Blanco la rama principal y la que suele considerarse simplemente como río Bandama, y cuya fuente está cerca de la ciudad de Korhogo.
Es el río más largo de este país, pues tiene unos 1050 km de longitud (hay gran disparidad según las fuentes, que van desde 800 km, quizás tanto por considerar solamente el ramal del Bandama Blanco como por haber quedado anegado un largo tramo en el lago Kossou). El tramo desde la confluencia de ambos Bandamas al mar tiene 280 km. Entre sus afluentes destacan el río Solomougou, el río Kan y el río Nzi. El Bandama atraviesa el lago artificial Kossou, construido en 1973.